# 小行星4608
小行星4608（4608 Wodehouse）是一颗围绕太阳公转的小行星。1988年1月19日，亨利·德波鸿诺在拉西拉天文台发现了此天体。
这颗小行星的绝对星等为202.76380等。